# Amfibiegranatkastarpluton
Amfibiegranatkastarpluton (AmfGRK) är en pluton som utbildas inom Amfibiekåren idag för att skjuta indirekt eld med hjälp av 8,1 cm granatkastare m/84. Inom Amfibiekåren är systemet helt fotburet och utgör tillsammans med robotplutonerna amfibiebataljonens understödsplutoner.
AmfGRK:a egna utbildningstecken som erhålls efter utbildning till granatkastare heter Loke. Märket är en treudd med ett huvud kring stödbenet, huvudet är till hälften en dödskalle samt till hälften ett människohuvud. Såsom vikingaasen Loke var, till hälften jätte till hälften vålnad. Gude Loke är även plutonens skyddshelgon.
GRANATKASTARNA var till under början av 1990-talet en del av kustjägarna. Därefter blev GRK ett eget kompani inom amfibiebataljonen. 